# ماتریس تحویل‌شده سطری
از ماتریس تحویل شده سطری (ماتریس ساده شده سطری) می‌توان برای انجام عملیات‌ و نمایش مفاهیم جبر خطی بدون نیاز به انجام عملیات سطری مقدماتی استفاده کرد.
ماتریس تحویل‌شده سطری به ماتریس {\displaystyle M} گویند، هرگاه:
- اولین درایه غیر صفر در هر سطر غیر صفر {\displaystyle M}، عدد یک باشد.
- در ستونی که اولین درایه غیر صفر هر سطر در آن قرار دارد، بقیه درایه‌ها صفر باشد.

ماتریس روبرو یک مثال از ماتریس تحویل شده سطری می‌باشد: {\displaystyle A={\begin{bmatrix}0&0&0&0\\0&1&0&3\\1&0&0&4\end{bmatrix}}}

طبق شرط اول ماتریس تحویل شده سطری، هر سطر باید فقط شامل درایه‌های صفر باشد و یا اولین درایه غیر صفر آن عدد یک باشد؛ به شکلی که در سطر اول ماتریس A می‌بینید. 
همچنین همانگونه که در ستون اول و دوم این ماتریس می‌بینید، به جز اعداد یک {\displaystyle A_{2,2}} و {\displaystyle A_{3,1}} که اولین درایه غیر صفر سطر خود هستند، درایه غیر صفر دیگری وجود ندارد.
یک مثال دیگر از ماتریس‌های تحویل‌شده سطری ماتریس همانی {\displaystyle n\times n} است.

## منبع
- کنت هافمن (۱۳۸۵)، جبر خطی، ترجمهٔ جمشید فرشیدی، مرکز نشر دانشگاهی، ص. ۱۵، شابک ۹۶۴-۰۱-۰۲۳۰-X